# Madeleine-Augusta d'Anhalt-Zerbst
La princesse Madeleine-Augusta d'Anhalt-Zerbst, née le 13 octobre 1679 à Zerbst et décédée le 11 octobre 1740 à Altenbourg, est la fille de Charles-Guillaume d'Anhalt-Zerbst, prince de Anhalt-Zerbst, et de son épouse la duchesse Sophie de Saxe-Weissenfels. Elle est aussi la grand-mère maternelle du roi George III de Grande-Bretagne.

## Biographie
Elle fut, par la naissance, princesse de Anhalt-Zerbst, et par son mariage, duchesse de Saxe-Gotha-Altenbourg.
Elle épouse en 1696 Frédéric II de Saxe-Gotha-Altenbourg (1676-1732), dont elle dix-huit enfants dont la moitié parvient à l'âge adulte :
- Frédéric III (1699-1772), duc de Saxe-Gotha-Altenbourg, épouse en 1710 Louise-Dorothée de Saxe-Meiningen (1710-1767)
- Guillaume (1701-1771), épouse en 1742 Anne de Schleswig-Holstein-Gottorp
- Jean-Auguste de Saxe-Gotha-Altenbourg (1704-1767) épouse Louise Reuss de Schleiz (morte en 1773), fille de Henri Ier Reuss von Schleiz qui fut la femme de son frère Christian Guillaume (1706-1748)
- Christian Guillaume (1706-1748), épouse en 1743 Louise Reuss de Schleiz (morte en 1773), fille de Henri Ier Reuss von Schleiz
- Louis (1707-1763)
- Maurice (1711-1777), régent de Saxe-Eisenach
- Frédérique de Saxe-Gotha-Altenbourg (1715-1775), épouse en 1734 Jean-Adolphe II de Saxe-Weissenfels (1685-1746)
- Augusta de Saxe-Gotha-Altenbourg (1719-1772), épouse en 1736 Frédéric de Galles (1707-1752)
- Jean-Adolphe de Saxe-Gotha-Altenbourg (1721-1799), épouse morganatiquement Marie Maximiliane Elisabeth Schauer